# Халиль, Абдулла
Сайед Абдулла Халиль (араб. عبد الله خليل‎); 1892, Омдурман, Махдистский Судан — 23 августа 1970, Хартум, Судан) — суданский политический, государственный и военный деятель, второй премьер-министр Судана (8 июля 1956—18 ноября 1958), Министр обороны (1956—1958), бригадный генерал.

## Биография
Нубийского происхождения. С 1910 по 1924 год служил в египетской армии, с 1925 по 1944 год — в Вооружённых силах Судана. Был первым суданцем, получившим звание бригадного генерала.
Член Национальной партии Умма.
С 1944 года — влиятельный член Консультативного совета Северного Судана. В 1945 году участвовал в создании партию Умма, был первым генеральным секретарём партии. В 1947 году стал членом Фронта независимости, выступая в качестве представителя интересов партии Умма.
Выступал против членства Судана в Египте. Его целью было добиться независимости в сотрудничестве с Великобританией. С 1948 года был членом Законодательного совета и возглавил Министерство сельского хозяйства.
После победы на выборах Национальной юнионистской партии в 1953 году перешёл в оппозицию. В январе 1956 года Судан стал независимым. Когда некоторые ведущие деятели покинули партию, в июля 1956 года он стал премьер-министром и министром обороны коалиционного правительства. На парламентских выборах в феврале 1958 года его партия оказалась самой сильной, получив 68 из 173 мест. Из-за нестабильности коалиционного правительства и предполагаемой угрозы египетской интервенции Халиль обратился к своим бывшим военным коллегам с просьбой войти в состав правительства. 17 ноября 1958 года в результате военного переворота срок его полномочий завершился, и он ушёл из политики.
В ноябре 1960 года призвал к свержению военного правительства. Был лишён пенсии и заключён в тюрьму в июле 1961 года.